# Manuel Calvo Villahoz
Manuel Calvo Villahoz (8 de julio de 1967 en Aranda de Duero (Burgos) es un boxeador español, proclamado campeón de Europa (peso pluma) el 25 de mayo de 2001. 
Hijo de Manuel Calvo Fernández (1941-) también campeón de Europa (peso pluma) en el año 1968.

## Palmarés
- Campeón de Europa - Categoría: Peso Pluma - Fecha: 25-05-01.[1]